# Sheila Shulman
Sheila Shulman (geboren 18. Oktober 1936 in Brooklyn, New York City, Vereinigte Staaten; gestorben 25. Oktober 2014) war eine US-amerikanisch-britische Rabbinerin in London, England.

## Leben und Wirken
Sie studierte in den 1960er Jahren Englisch und vergleichende Literaturwissenschaft an der City University of New York und schloss mit dem Master ab. Sie besuchte England erstmals 1967 mit einer Reisegruppe.
In den 1980er Jahren studierte sie am Leo Baeck College in London um Rabbinerin zu werden. Zusammen mit Elizabeth Tikvah Sarah war sie eine der ersten offen lesbischen Absolventen des Leo Baeck College. Shulman wurde 1989 zur Rabbinerin ordiniert. 1990 gründeten Shulman und eine Gruppe ihrer Freunde die erste schwul-lesbische Synagoge, Beit Klal Yisrael in London, deren erste Rabbinerin sie wurde. Zusätzlich zu ihrer Arbeit dort arbeitete sie seit ihrer Ordination in der Finchley Reform Synagogue in Teilzeit. Sie unterrichtete auch am Leo Baeck College im Zentrum für jüdische Erziehung als Teilzeitdozentin für jüdisches Denken.